# Külbingen
Külbingen is een plaats in de Duitse gemeente Petersaurach, deelstaat Beieren.